# 카시미로아
카시미로아(학명: Casimiroa edulis 카시미로아 에둘리스[*])는 운향과의 과일 나무이다. 열매는 사포테라 불리는 과일의 하나로, 흰사포테(스페인어: zapote blanco 사포테 블랑코[*])라는 이름으로도 알려져 있다. 원산지는 과테말라, 멕시코, 엘살바도르, 코스타리카 등 북·중미 지역이다.

## 사진

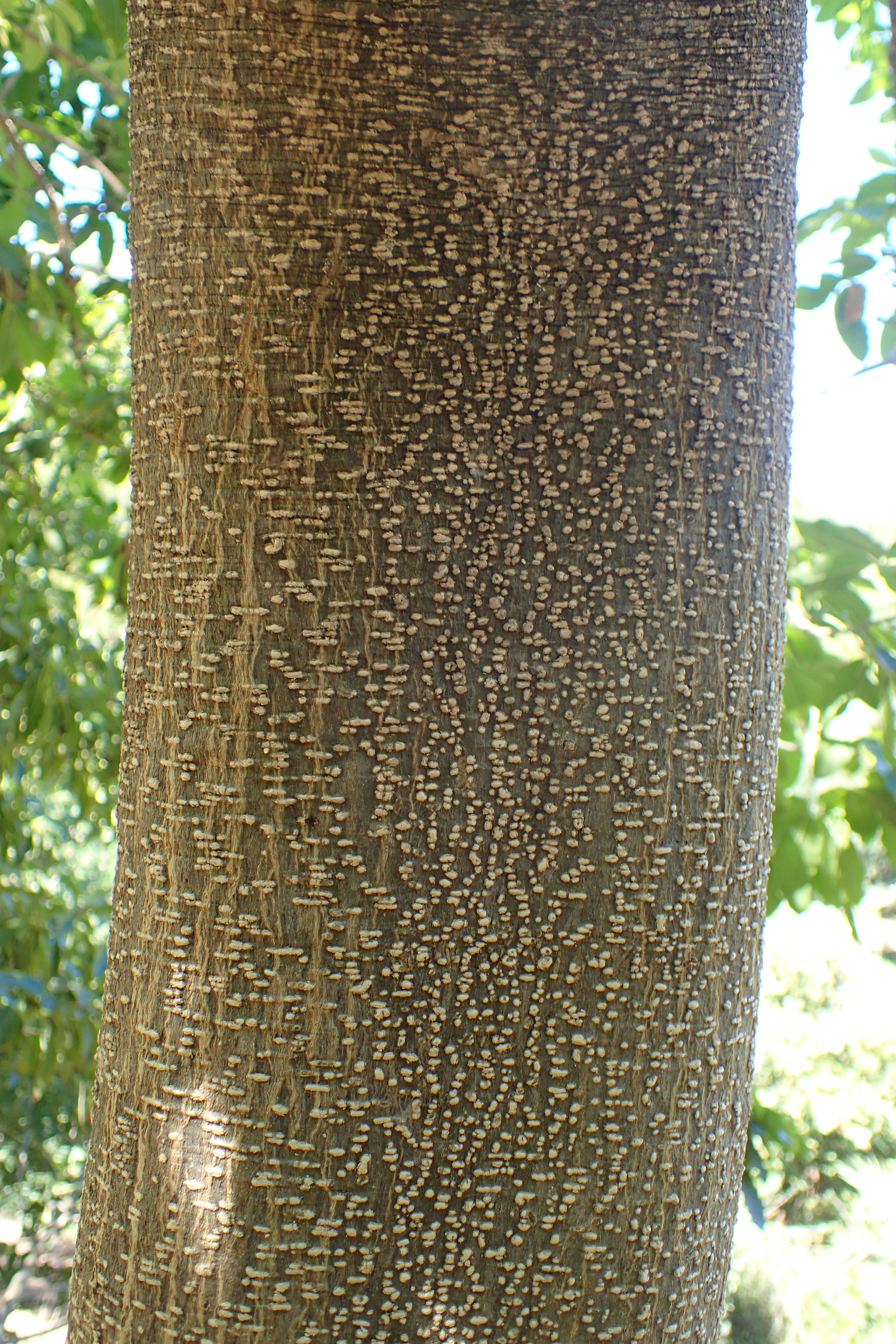
나무줄기
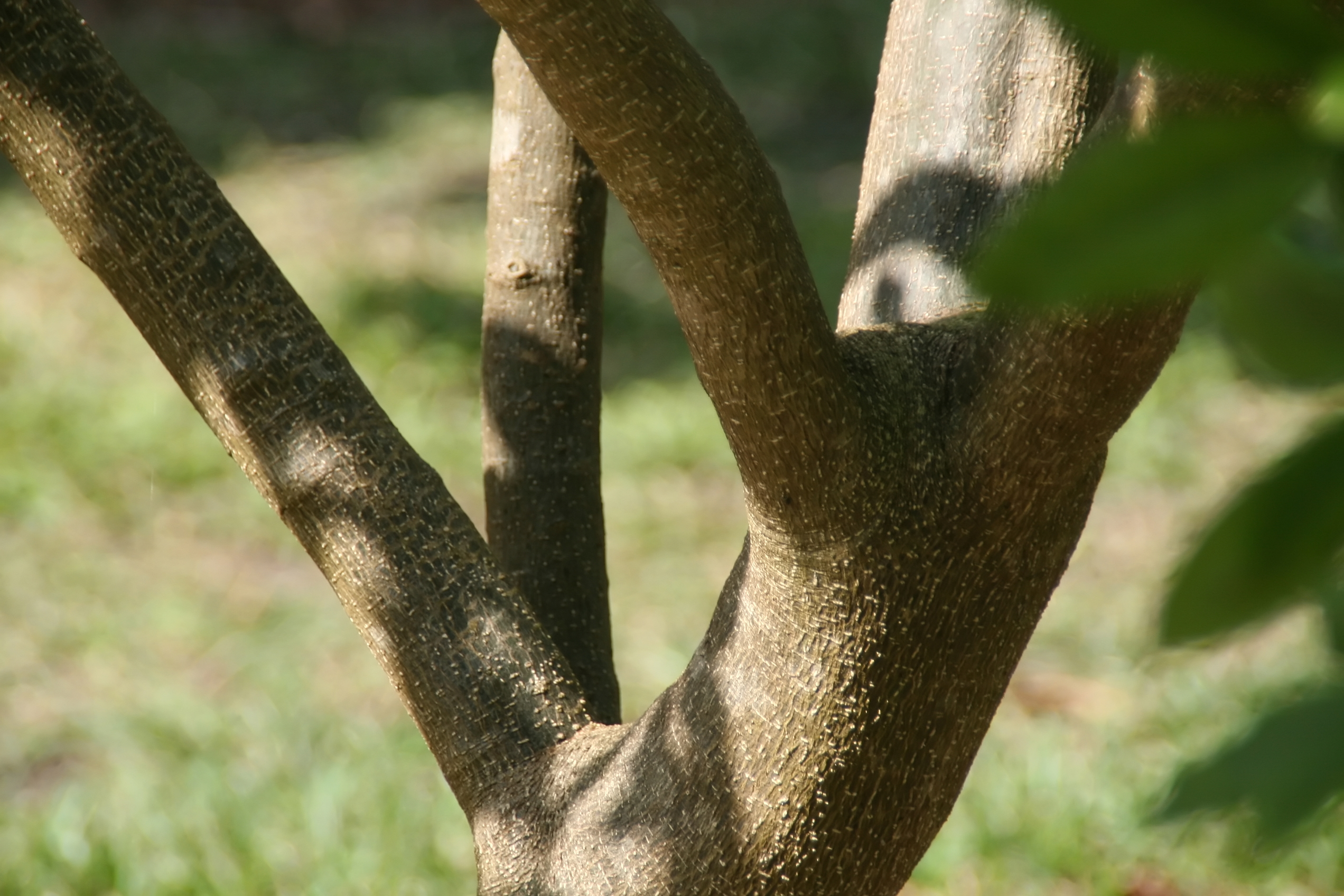
가지
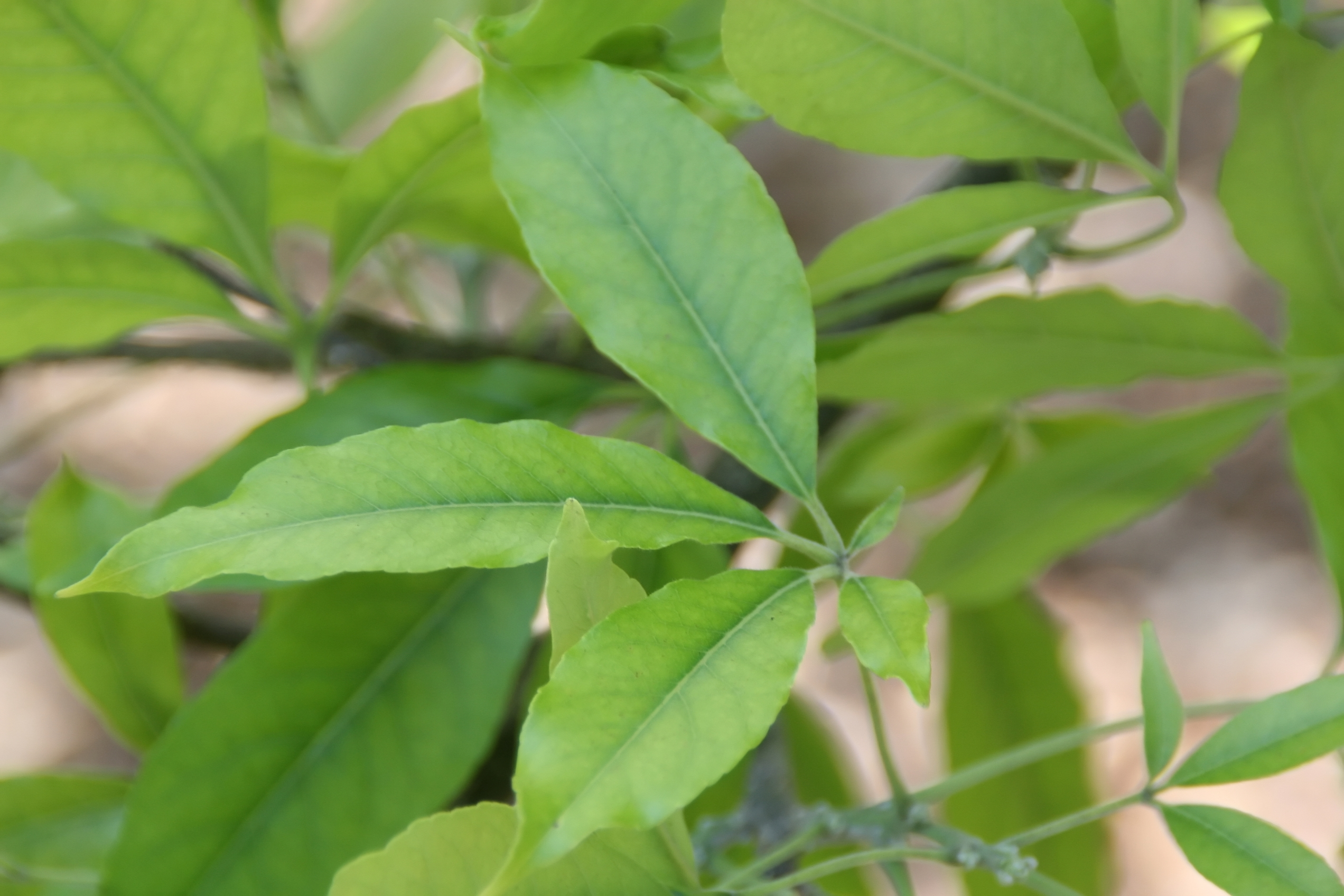
잎
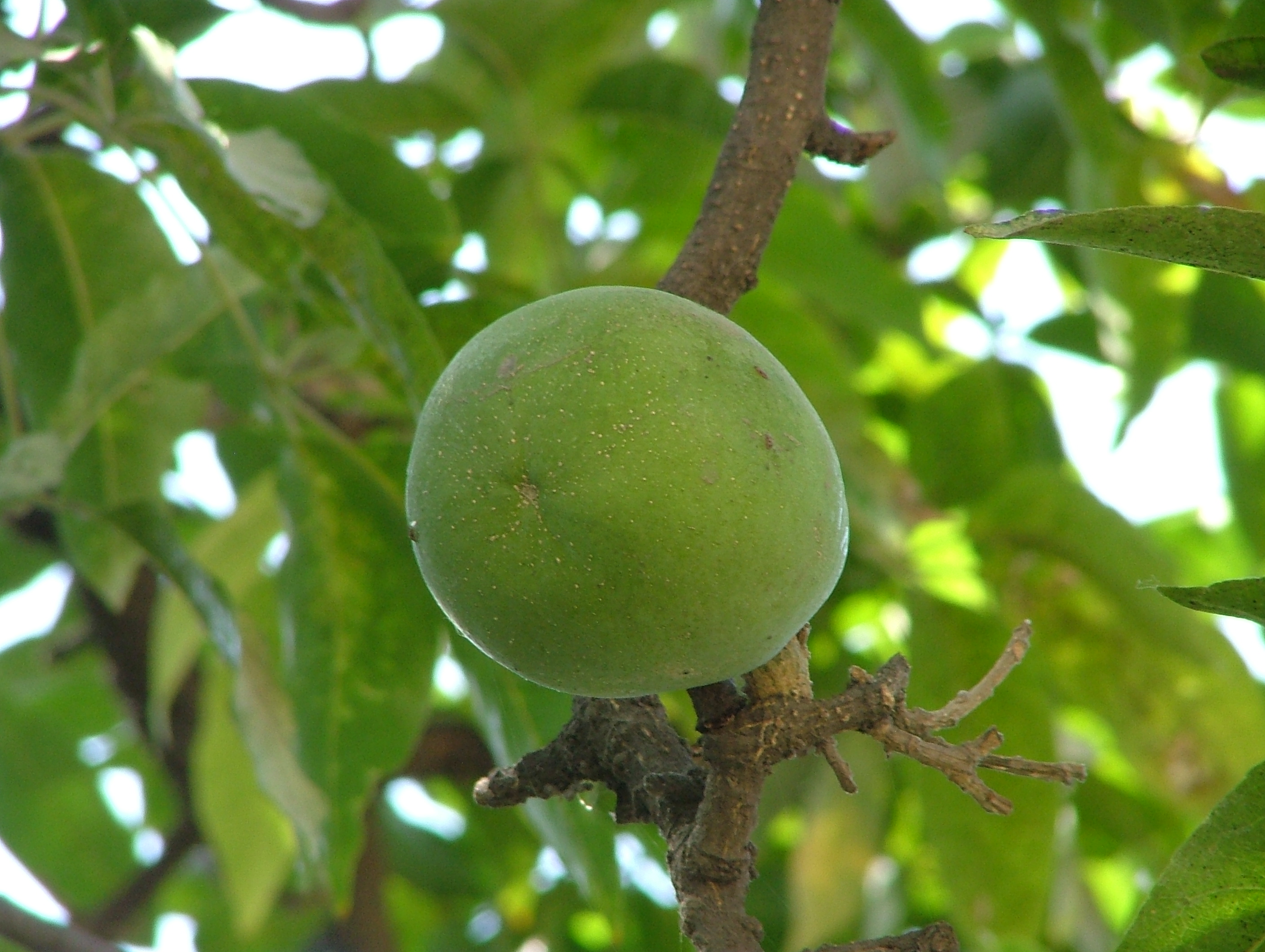
열매
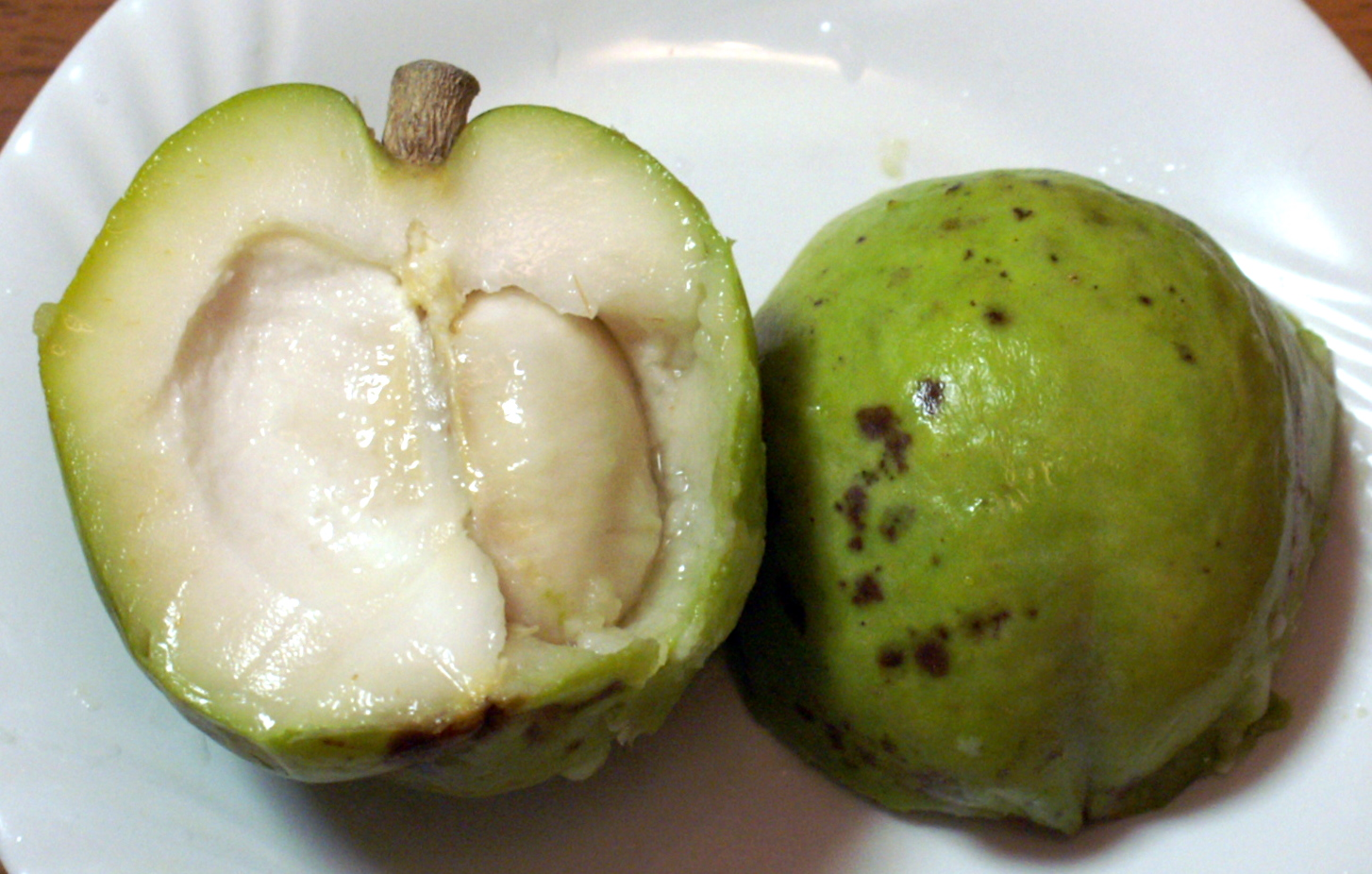
열매